# قطعنامه ۷۵۴ شورای امنیت
قطعنامه  ۷۵۴ شورای امنیت سازمان ملل متحد که در تاریخ ۱۸ مه ۱۹۹۲ تصویب شد، سندی بین‌المللی دربارهٔ پذیرش اعضای جدید سازمان ملل متحد: اسلوونی است. این قطعنامه طی نشست ۳۰۷۷ام    تصویب شد.